# Élisabeth Caumont
Élisabeth Caumont, née le 25 novembre 1957 à Cambrai, est une artiste française, chanteuse auteur interprète.

## Biographie
Elle entre au conservatoire de Perpignan avant de s'installer à Paris en 1975 pour suivre des cours d'art dramatique. 
Elle fréquente les clubs de jazz et rencontre des musiciens avec lesquels elle forme un premier groupe. En 1985, elle se produit au Festival Jazz in Marciac, à Paris et au Nice Jazz Festival. 
De formation classique elle crée un univers personnel à la croisée du jazz et de la chanson française. Se produisant sur les scènes les plus prestigieuses ainsi que dans des lieux plus intimes, elle affirme son style fait de précision, de rythme et d'élégance.
Le 22 novembre 2007, elle a présenté la 16e cérémonie des DjangodOr - Trophées internationaux du jazz, aux côtés de Manu Dibango au pavillon Baltard de Nogent-sur-Marne.
Elle a réalisé un feuilleton musical de 20 épisodes diffusé pendant l'été sur France Musique.

## Distinctions
Elle a été décorée du titre de chevalier de l'Ordre des Arts et des Lettres.

## Discographie

### Albums
- 1986 : Elisabeth Caumont
- 1989 : Acte 2
- 1990 : Dix chansons d'amour (avec Jimmy Rowles)
- 1993 : Ciao mon cœur
- 1997 : Mieux qu'un baiser
- 2004 : Préliminaires
- 2009 : Princesse Micomiconne

### Singles
- 1988 : La vraie chanteuse de jazz / Chet Baker mon amour